# Рагонезе
Рагонезе је насеље у Италији у округу Катанија, региону Сицилија.
Према процени из 2011. у насељу је живело 116 становника. Насеље се налази на надморској висини од 224 м.